# Trenuleţul
Trenuleţul (svenska: Det lilla tåget) är en låt av det moldaviska folkpunk bandet Zdob și Zdub och folkmusikerna Frații Advahov. Låten släpptes den 10 december 2021 och var Moldaviens bidrag i Eurovision Song Contest 2022. I Sverige placerade sig låten på 9:e plats på Sverigetopplistan.
Låten handlar om en glad tågresa mellan Moldaviens huvudstad Chișinău och Rumäniens huvudstad Bukarest. Enligt bandet sammanföll publiceringen av musikvideon till låten med återöppningen av en tågsträcka mellan de två städerna. Låten tolkades av många som ett stöd för en sammanslagning mellan Rumänien och Moldavien, och texter som hintade till en union mellan länderna klipptes bort från originalversionen.

## Eurovision Song Contest
Låten valdes internt ut av det moldaviska sändningsföretaget TRM tillsammans med en expertjury att representera Moldavien i Eurovision Song Contest 2022. TRM planerande till en början att anordna en nationell tävling men den ställdes senare in på grund av landets covid-19 restriktioner. Zdob și Zdub har tidigare tävlat för Moldavien i Eurovision Song Contest 2005 och 2011 där det kom på en 6:e respektive 12:e plats.
Låten framfördes i den första semifinalen som sändes den 10 maj där den kvalificerade sig vidare till finalen som skulle äga rum den 14 maj. I finalen kom låten på en 7:e plats med 253 varav 14 kom från juryn och 239 kom från tittarna. Moldavien fick näst flest poäng från tittarna det året, bakom Ukraina som fick 439 poäng. 